# Traian (gmina w okręgu Teleorman)
Traian – gmina w Rumunii, w okręgu Teleorman. Obejmuje tylko jedną miejscowość Traian. W 2011 roku liczyła 1902 mieszkańców. 